# Jack in the Box
Jack in the Box je americký řetězec rychlého občerstvení. Založil ho Robert O. Peterson v roce 1951 v San Diegu v Kalifornii.
Mezi typické produkty, které se v řetězci prodávají, patří hranolky, hamburgery, cheeseburgery, tacos, kuřecí prsty či vaječné rolky.
Řetězec měl k roku 2020 přes 2 200 poboček. Restaurace se nejčastěji vyskytují ve státech na západním pobřeží USA.